# Archoserica nitens
Archoserica nitens är en skalbaggsart som beskrevs av Frey 1966. Archoserica nitens ingår i släktet Archoserica och familjen Melolonthidae. Inga underarter finns listade.